# By Your Side (샤데이의 노래)
‘By Your Side’는 잉글랜드의 밴드 샤데이의 다섯 번째 정규 음반 “Lovers Rock” (2000)의 곡이다. 샤데이가 곡을 썼고, 샤데이와 마이크 펠라가 프로듀싱을 하였으며, 2000년 10월 13일 영국에서 음반의 리드 싱글로 발매되고, 이듬해 1월 12일 미국에서 발매되었다. 이 노래는 2001년에 개최된 제44회 그래미상에서 최우수 여성 팝 보컬 퍼포먼스 부문에 후보로 올랐다. 뮤직비디오는 소피 뮬러가 감독하였다. 2002년에는 VH1이 선정한 가장 위대한 사랑 노래 목록에 48위로 선정되었다.

## 트랙 리스트
| - European CD single 1. "By Your Side" – (Radio Edit) - 4:17 2. "By Your Side" (The Neptunes Remix) – 3:57 - UK and European CD maxi single 1. "By Your Side" – 4:17 2. "By Your Side" (The Neptunes Remix) – 3:57 3. "By Your Side" (Yard Mix 1) – 4:18 4. "By Your Side" (Reggae Mix 1) – 3:57 5. "By Your Side" (music video) - US CD maxi single 1. "By Your Side" – 4:17 2. "By Your Side" (The Neptunes Remix) – 3:57 3. "By Your Side" (Yard Mix 1) – 4:18 4. "By Your Side" (Reggae Mix 1) – 3:57 | - UK, European, and US 12-inch maxi single A1. "By Your Side" – (Radio Edit) - 4:17 A2. "By Your Side" (The Neptunes Remix) – 3:57 B1. "By Your Side" (Yard Mix 1) – 4:18 B2. "By Your Side" (Reggae Mix 1) – 3:57 - Danish promotional CD single 1. "By Your Side" (LP Version) – 4:17 2. "By Your Side" (The Neptunes Remix) – 3:57 3. "By Your Side" (Yard Mix 1) – 4:16 4. "By Your Side" (Reggae Mix 1) – 3:57 5. "By Your Side" (Ben Watt Lazy Dog Remix) – 8:55 - US promotional 12-inch single A1. "By Your Side" (Ben Watt Lazy Dog Remix) – 8:55 A2. "By Your Side" (Album Version) – 4:34 B1. "By Your Side" (The Neptunes Remix) – 3:57 B2. "By Your Side" (Yard Mix 1) – 4:18 B3. "By Your Side" (Reggae Mix 1) – 3:57 |

## 인증
| 국가                               | 인증 | 판매량/출하량 |
| ---------------------------------- | ---- | ------------- |
| 영국 (BPI)                         | 실버 | 200,000       |
| 판매량+스트리밍을 기반으로 한 인증 |      |               |

## The 1975 버전
잉글랜드의 인디 록 밴드 The 1975는 ‘By Your Side’의 커버 버전을 2017년 2월 21일 전쟁이 일어나는 국가의 아이들을 위한 전쟁 고아 재단의 자선 노래로 발매하였다.
프론트맨인 매티 힐리는 "이 노래를 나를 위한 것이다... 만약 당신이 칸예의 음악을 듣는다면, 당신이 보노의 노래를 듣는다면... 이 노래 'By Your Side'는 그런 느낌을 느낄 수 있도록 만들어졌다."라고 언급하였다. 이어서 매티는 "우리가 전쟁 고아 재단을 위한 공연을 하려고 할 때, 자선을 위해 공연을 한다는 생각은 그 노래의 감성이 완전히 다른 의미를 가지고 있다는 것을 의미했고, 그것이 완벽하게 느껴졌다. 너무 아름다운 노래다."라고 말하였다.
이 노래는 스코틀랜드 싱글 차트에서 50위, 영국 싱글 다운로드 차트에 51위로 올랐으며, 미국 빌보드의 핫 록 & 얼터너티브 송 차트에는 32위까지 올라갔다.

## 다른 버전
이 노래는 비치우드 스파크스가 2001년에 발매한 음반 “Once We Were Trees”에서 노래를 커버하였다. 비디오는 채드 미스너에 감독하였다. 2010년 영화 스콧 필그림에 사운드트랙으로 사용되기도 하였다.